# Joaquín Ardaiz
Joaquín Ardaiz (Salto, 1999. január 11. –) uruguayi korosztályos válogatott labdarúgó, a svájci Winterthur csatárja kölcsönben a Luzern csapatától.

## Pályafutása

### Klubcsapatokban
Ardaiz az uruguayi Salto városában született. Az ifjúsági pályafutását a helyi Saladero Salto csapatában kezdte, majd a Danubio akadémiájánál folytatta.
2016-ban mutatkozott be a Danubio felnőtt keretében. 2017-ben a Tanque Sisley szerződtette. 2017 és 2018 között a Danubiónál és a belga Royal Antwerpnél szerepelt kölcsönben. 2018 nyarán a svájci Chiassohoz írt alá. A 2018–19-es szezon első felében az olasz első osztályban szereplő Frosinone, majd a 2019-es szezonban az észak-amerikai első osztályban érdekelt Vancouver Whitecaps csapatát erősítette kölcsönben. 2020-ban a Luganóhoz, míg 2021-ben a Schaffhausenhez igazolt. A 2021–22-es idényben 38 mérkőzésen elért 20 góljával megszerezte a svájci másodosztály gólkirályi címét. 2022. július 1-jén hároméves szerződést kötött az első osztályú Luzern együttesével. Először a 2022. július 23-ai, Zürich ellen 0–0-ás döntetlennel zárult mérkőzésen lépett pályára. 2023 februárja és júniusa között a Winterthurnál szerepelt, mint kölcsönjátékos.

### A válogatottban
Ardaiz 2016 és 2017 között tagja volt az uruguayi U20-as válogatottnak.

## Statisztika
2023. május 14. szerint.
| Klub                             | Szezon   | Bajnokság              | Bajnokság | Bajnokság | Kupa  | Kupa  | Nemzetközi | Nemzetközi | Összesen | Összesen |
| Klub                             | Szezon   | Bajnokság              | Mérk.     | Gólok     | Mérk. | Gólok | Mérk.      | Gólok      | Mérk.    | Gólok    |
| -------------------------------- | -------- | ---------------------- | --------- | --------- | ----- | ----- | ---------- | ---------- | -------- | -------- |
| Royal Antwerp (kölcsönben)       | 2017–18  | Jupiler League         | 21        | 5         | 2     | 0     | —          | —          | 23       | 5        |
| Frosinone (kölcsönben)           | 2018–19  | Serie A                | 1         | 0         | 0     | 0     | —          | —          | 1        | 0        |
| Vancouver Whitecaps (kölcsönben) | 2019     | MLS                    | 16        | 0         | 2     | 0     | —          | —          | 18       | 0        |
| Lugano                           | 2020–21  | Swiss Super League     | 26        | 3         | 1     | 0     | —          | —          | 27       | 3        |
| Schaffhausen                     | 2021–22  | Swiss Challenge League | 38        | 20        | 2     | 0     | —          | —          | 40       | 20       |
| Luzern                           | 2022–23  | Swiss Super League     | 15        | 0         | 2     | 1     | —          | —          | 17       | 1        |
| Winterthur (kölcsönben)          | 2022–23  | Swiss Super League     | 16        | 5         | 0     | 0     | —          | —          | 16       | 5        |
| Összesen                         | Összesen | Összesen               | 133       | 33        | 9     | 1     | 0          | 0          | 142      | 34       |

## Sikerei, díjai
Egyéni
- A svájci másodosztály gólkirálya: 2021–22 (20 góllal)